# Skálafell (berg i Island, Austurland, lat 65,22, long -14,87)
Skálafell är ett berg i republiken Island. Det ligger i regionen Austurland, 300 km öster om huvudstaden Reykjavík. Toppen på Skálafell är 712 meter över havet. Skálafell ingår i Álftavatnshæðir.
Trakten runt Skálafell är nära nog obefolkad, med mindre än två invånare per kvadratkilometer. Det finns inga samhällen i närheten. Trakten runt Skálafell består i huvudsak av gräsmarker.